# دونالد بم
دونالد بم (انگلیسی: Donald Behm؛ زادهٔ ۱۳ فوریه ۱۹۴۵) کشتی‌گیر اهل ایالات متحده آمریکا بود.
وی در مسابقات کشوری و بین‌المللی در مجموع برندهٔ ۱ مدال نقره شده‌است.